# Nieder Neuendorfer See
Der Nieder Neuendorfer See (Ausspracheⓘ), gelegentlich auch Niederneuendorfer See geschrieben, ist Teil einer Kette großer Seen im Bereich der mittleren Havel, die sich im Flussverlauf bis zum Großen Zernsee hinter Werder (Havel) erstreckt.

## Geographie und Hydrographie
Namensgebend ist der Hennigsdorfer Wohnplatz Nieder Neuendorf am Westufer des Sees. In der Mitte des Sees verläuft die Landesgrenze zwischen den Ländern Brandenburg und Berlin. Auf dem östlichen Seeufer liegt der Berliner Bezirk Reinickendorf (Ortsteile Heiligensee und Konradshöhe). Im Süden grenzt der Berliner Bezirk Spandau (Ortsteil Hakenfelde) an den See. Im Norden liegt Hennigsdorf.
Als Bestandteil der Havel, die hier zur Havel-Oder-Wasserstraße gehört, hat er den Status einer Bundeswasserstraße der Wasserstraßenklasse IV; zuständig sind das Wasserstraßen- und Schifffahrtsamt Spree-Havel (ABz 1 Spandau) und das Wasserstraßen- und Schifffahrtsamt Eberswalde (ABz 1 Oranienburg). Der See ist von der Einmündung des Teufelsseekanals bis in das nördliche Ende etwa sechs Kilometer lang. Im Bereich des Fahrwassers der Berufsschifffahrt wird eine durchschnittliche Tiefe von 4,50 Meter  angegeben. Besonders der nördliche Seebereich ist dagegen eher flach mit Verlandungstendenzen.

## Besonderheit
Im nördlichen Bereich des Gewässers befindet sich eine künstlich angelegte Mole in Nord-Süd-Richtung, ein Ergebnis der deutschen Teilung. Im Zuge der Absicherung der Sektorengrenzen sowie des DDR-Staatsgebietes wurde bereits vor 1961 ein Kontrollpunkt in Hennigsdorf für die sektoren- und grenzüberschreitende Binnenschifffahrt geschaffen. Diese entstand etwa am Kilometer 10,35 im Verlauf des Oder-Havel-Kanals. Unmittelbar nach dieser künstlichen Engstelle zweigt der Mitte der 1950er Jahre unter Umgehung von Westberliner Stadtgebiet entstandene Havelkanal in Richtung Paretz nach Westen ab. Um eine Zwangskanalisierung und Einengung der Wasserstraße zu erreichen, wurden durch das damalige Wasserstraßenhauptamt mehrere Arbeitsschuten, die aus den Beständen alter Schleppkähne stammten im angrenzenden Seengebiet in Fahrtrichtung Berlin-West im Nieder Neuendorfer See versenkt und mittels Bauschutt und Erdauffüllung zu einer künstlichen Mole verbaut. Daher bezeichnet man diese dort liegenden Schiffe umgangssprachlich auch als Molenkähne.

## Karten
- Folke Stender: Sportschifffahrtskarten Binnen 1. Nautische Veröffentlichung Verlagsgesellschaft, ISBN 3-926376-10-4.
- W. Ciesla, H. Czesienski, W. Schlomm, K. Senzel, D. Weidner: Schiffahrtskarten der Binnenwasserstraßen der Deutschen Demokratischen Republik 1:10.000, Band 4. Wasserstraßenaufsichtsamt der DDR, Berlin 1988, OCLC 830889996